# Yazan Al-Bawwab
Yazan Al-Bawwab (in arabo يزن البواب‎?, Yazan al-Bawwāb; Arabia Saudita, 30 ottobre 1999) è un nuotatore palestinese con cittadinanza italiana, specializzato negli stili dorso e stile libero. Ha gareggiato ai Giochi olimpici del 2020 e a quelli del 2024.

## Biografia
Al-Bawwab, che si definisce "per metà italiano", nasce in Arabia Saudita da genitori palestinesi con cittadinanza italiana, acquisita dopo una lunga permanenza nel paese. Il padre, Rashad, si era stabilito come rifugiato a Genova e si era laureato in ingegneria all'Università di Genova, prima di trasferirsi con la famiglia a Dubai e aprirvi un'azienda di arredamento. Al-Bawwab cresce lì, per poi trasferirsi, una volta cresciuto, a Ottawa, dove si laurea in ingegneria aerospaziale e meccanica all'Università Carleton, e poi nei Paesi Bassi, dove risiede attualmente; frequenta un corso di laurea magistrale in management sportivo internazionale all'Università di Londra.
Al-Bawwab rappresenta la Palestina alle Olimpiadi di Tokyo del 2021 nella specialità dei 100 metri stile libero, classificandosi in 66ª posizione. Detiene però il record nazionale palestinese nei 50 e 100 metri stile libero ed è campione panarabo nei 50 e 100 metri dorso, avendo vinto entrambe le specialità ai giochi del 2023.
Nel 2022 partecipa ai Campionati mondiali (100 m dorso e 100 m stile libero) e ai Campionati mondiali in vasca corta (100 m dorso e 50 m dorso), nonché di nuovo ai mondiali nel 2023 (100 m dorso e 100 m stile libero) e 2024 (100 m dorso e 100 m stile libero). Nel 2023 gareggia anche ai Giochi asiatici, nelle specialità staffetta 4×100 m, 100 m stile libero, 50, 100 e 200 metri dorso.
Si qualifica per la Palestina alle Olimpiadi di Parigi del 2024, dove gareggia nei 100 metri dorso, arrivando 43º nelle batterie.

## Altre attività
Al 2023, Al-Bawwab è un IOC Young Leader e un ambasciatore FISU per il Canada; è membro della Commissione atleti del Comitato Olimpico Palestinese, e il fondatore dell'Associazione degli Olimpionici Palestinesi (Palestinian Olympians Association). A fine 2023, avvia il progetto SwimHope Palestine, che ha lo scopo di fornire ai bambini delle comunità di rifugiati palestinesi le nozioni di base del nuoto e delle tecniche di salvataggio.

## Palmarès

### Giochi panarabi
- 2023:

 Oro nei 50 m dorso

 Oro nei 100 m dorso